# Порчхидзе, Малхаз Васильевич
Малха́з Васи́льевич Порчхи́дзе (груз. ფორჩხიძე მალხაზ; род. 3 ноября 1970 года, Ткибули, Грузинская ССР) — грузинский футболист, нападающий.

## Карьера
Начинал свою карьеру на родине в клубе Высшей лиги Грузии «Самгурали», за который выступал в 1991—1993 годах. В 1994—1995 годах защищал цвета «Мешахте». В 1995 году перебрался в Россию, где подписал контракт с клубом Первой лиги «Океан». Оставшуюся часть карьеры выступал во Второй лиге за «Самотлор-XXI», костромской «Спартак», «Псков» и вологодское «Динамо».

## Достижения
- Бронзовый призёр Первой лиги Грузии (2): 1993/94, 1994/95
- Серебряный призёр зоны «Восток» Второго дивизиона России: 1997